# 붉은 돼지
《붉은 돼지》(일본어: 紅の豚, 이탈리아어: Porco Rosso)는 일본의 미야자키 하야오 감독의 영화로 1920년 1차 세계대전 이후 이탈리아의 무인도에 혼자 살며 배고픔을 견디지 못하고 하늘의 도적이 되어버린 비행사들(공적)을 소탕하는 붉은 돼지의 이야기를 그린 1992년 애니메이션 영화다.

## 개요
미야자키 하야오가 월간 《모델 그래픽스》에 연재했던 〈비행정 시대〉라는 작품을 바탕으로 하여 1992년 7월 18일 발표한 작품이다. 스튜디오 지브리와 도쿠마쇼텐·니혼코쿠·니혼TV가 공동으로 제작하고, 음악은 오랫동안 미야자키 감독과 함께 작업해온 히사이시 조[久石讓]가 담당하였다. 처음에는 일본항공(JAL) 기내 상영용으로 30∼40분 정도의 중편으로 기획하였다가 유고의 내전과 소련의 붕괴 등 세계 정세의 변화를 지켜보면서 내용이 수정되고 분량이 늘어 90분짜리 극장용 장편으로 완성되었다. 미야자키 하야오는 중년이 된 자신을 위하여 만든 작품이라고 말한다. 비행기를 좋아하는 미야자키 본인의 취향이 잘 드러나는 작품이다.

## 줄거리
극중에서 주인공은 "포르코 롯소(Porco Rosso, 붉은 돼지)"라고 불리지만, 그의 본명은 마르코 파곳(Marco Pagot)이다. 제1차 세계 대전 당시 공군 조종사로 참전했던 그는 전쟁에 회의를 느끼고 스스로 돼지가 되었다. 그는 비행정을 조종하며 아드리아해 일대의 공적(空賊, 비행기 해적)을 소탕하는 현상금 사냥꾼으로 살아가고 있다. 그에게는 가장 친한 사람인 지나(호텔 아드리아노의 여주인)뿐이다. 어느 날, 고장난 비행정을 수리하기 위해 밀라노를 향하던 포르코는 도널드 커티스라는 미국 공군 퇴역 장교의 공격으로 비행정이 완전히 파손되어 단골 공장이었던 피콜로사에 비행기 수리를 맡기게 되었고, 공장주의 손녀인 기술주임 "피오"를 만나게 된다. 여자가 비행기를 수리하는 것을 마뜩찮아 하던 포르코는 그녀의 적극적인 성격에 조금씩 마음을 열게 되었고, 곧 수리가 완료되어 자신의 아지트로 돌아오게 된다.
그러나 아지트에는 공적 연합이 그를 기다리고 있었고, 그곳에서 포르코는 커티스와 내기를 하게 된다. 포르코가 이긴다면 커티스가 비행기 수리비와 기타비용을 갚아주고, 커티스가 이긴다면 피오와 결혼을 하기로 한 것이다. 시합 당일, 두 사람은 격렬한 공중전을 벌이게 된다. 그러나 긴 시간동안 격렬하게 대결하던 그들은 기관총 고장으로 인해 투석전(?)을 벌이며 착륙하고, 결국은 권투경기를 벌이게 된다. 승자는 포르코가 되었고, 포르코는 공적들을 소탕하기 위해 이탈리아 공군이 출동한 사실을 알리러 온 지나에게 피오를 맡긴다.

## 작품 해설
미야자키 하야오 감독의 작품 중에서도 본 작은 결말을 친절하게 알려주지 않는 작품이다. 포르코는 왜 돼지가 되었는지, 그는 지나와 피오, 둘 중 누구를 선택했는지 등은 작품에 명확하게 드러나지 않고 있다. 전반적으로 작품은 당시 이탈리아에 넓게 퍼진 파시즘에 대한 경멸과 군국주의에 대한 회의를 드러내주고 있다. 그러나 한편에서는 일본인의 무의식에 내재된 군국주의적 성향이 드러나 있다고도 하나, 확실한 것은 아니다. 일본을 비롯한 동양의 색채가 거의 나타나지 않은 작품으로 서구에서 큰 인기를 얻었던 작품이며, 지브리 스튜디오의 작품 중 수작으로 손꼽히는 작품이기도 하다.

## 성우진
| 배역        | 일본어 성우       | 한국어 성우 | 영어 성우 (디즈니)       | 프랑스어 성우       |
| ----------- | ----------------- | ----------- | ------------------------ | ------------------- |
| 포르코 로소 | 모리야마 슈이치로 | 김관철      | 마이클 키턴              | 장 르노             |
| 마담 지나   | 가토 도키코       | 차명화      | 수전 이건                | 소피 데숌           |
| 피오        | 오카무라 아케미   | 은영선      | 킴벌리 윌리엄스페이즐리  | 아델 카라소         |
| 피콜로 씨   | 카츠라 산시       | 이재명      | 데이비드 오그든 스티어스 | 제라르 에르난데스   |
| 커티스      | 오오츠카 아키오   | 오세홍      | 케리 엘위스              | 장뤼크 라이크만     |
| 맘마 유토   | 카미조 츠네히코   | 노민        | 브래드 개릿              | 장피에르 카라소     |
| 페라린      | 이나가키 마사유키 | 김용준      |                          | 에리크 에르송마카렐 |

## 갤러리

일본 포스터

## 같이 보기
- 나바지오 - 그리스 이오니아 제도의 자킨토스섬에 위치한 해변으로 '붉은 돼지' 일부 장소의 모티브를 제공했다고 한다.